# Dorothee Janetzke-Wenzel
Dorothee Janetzke-Wenzel (* 17. Juli 1953 in Minden) ist eine deutsche Diplomatin im Ruhestand, die zwischen 2008 und 2019 Botschafterin der Bundesrepublik Deutschland in verschiedenen Ländern war, zuletzt von 2017 bis 2019 in Myanmar.

## Leben
Janetzke-Wenzel studierte von 1975 bis 1979 an der Universität Heidelberg angewandte Sprachwissenschaften und Entwicklungsökonomie und 1980 bis 1982 Afrikanistik an der University of Wisconsin (USA). Von 1983 bis 1984 unterrichtete sie Englisch und war im Akademischen Auslandsamt der Universität Mannheim tätig. 
1984 trat Janetzke-Wenzel in den Dienst des Auswärtigen Amts. Sie beendete den Vorbereitungsdienst für den höheren Auswärtigen Dienst mit der Laufbahnprüfung im Jahr 1986 und arbeitete zunächst in den Abteilungen Menschenrechte, Vereinte Nationen und im Krisenreaktionszentrum. Von 1987 bis 1992 war sie an der Botschaft Daressalam und Wien und von 1995 bis 1998 an der Botschaft Washington, D.C. tätig. Ab 1998 arbeitet sie wieder in der Berliner Zentrale und arbeitete in den Bereichen internationale Hochschulbeziehungen und war von 2001 bis 2004 Leiterin Personalreferat Höherer Dienst sowie 2004 bis 2007 Beauftragte für Afrikapolitik des Auswärtigen Amts. Ab 2007 nahm sie als Dozentin an einem einjährigen Kooperationsprogramm mit der Andrássy Universität in Budapest teil. 
Danach war sie von 2008 bis 2011 Botschafterin in Ungarn. 2011 wurde sie Botschafterin in Nigeria und verblieb auf diesem Posten bis zu ihrer Ablösung durch Michael Peter Zenner im Juli 2014.
Sie selbst wurde 2014 Botschafterin in Finnland und damit Nachfolgerin von Thomas Götz, der wiederum Botschafter in der Slowakei wurde. 2017 wurde Janetzke-Wenzel Botschafterin in Myanmar und blieb dort bis 2019. Ihr Nachfolger in Myanmar wurde Thomas Karl Neisinger.
Janetzke-Wenzel ist verheiratet und hat zwei Kinder.